# Франциско Мартінес Сорія
Франциско Мартінес Сорія (ісп. Francisco Martínez Soria; 18 грудня 1902 — 26 лютого 1982, більш відомий як Пако Мартінес Сорія) — іспанський актор. Народився в муніципалітеті Тарасона в Іспанії, який входить у провінцію Сарагоса.

## Життєпис
Народився у Тарасоні. Коли йому було п'ять років, сім'я переїхала до Барселони, де пішов до школи. Далі працював звичайним офісним працівником, а потім продавцем. Також в цей час брав участь у виставах місцевого театру.
Під час громадянської війни в Іспанії він покинув свою роботу і зосередився на театрі як актор-аматор. 1938 року дебютував у Teatro Fontalba в театральній трупі Рафаеля Лопеса Сомози(Rafael López Somoza) з постановкою Antonio pasó el infierno. Через два роки заснував власну театральну групу, з якою працював у 1940-х роках у театрі Уркінаона (Teatro Urquinaona) та в 1950-х роках у театрі Талія (Talía theatre).
1934 року брав участь в масовці в чорно-білій комедії «Sereno» з режисером Ігнасіо Ф. Ікіно (Ignacio F. Iquino). Продовжував співпрацювати з Ікіно ще в одинадцяти фільмах. Першу головну роль він отримав 1938 року в комедії «Paquete». Грав другорядні ролі у багатьох фільмах до 1944 року, коли повернувся до театру як актор і підприємець.
Сорія здобув популярність у 1942—1944 роках, коли його призначили режисером і першим актором в театрі Teatro de la Zarzuela.
Він повернувся в кіно у 1950-х роках. 1965 року Сорія мав великий успіх у фільмі La ciudad no es para mí (Місто не для мене) режисера Педро Лазага (Pedro Lazaga). Відтоді він знімався у кіно аж до своєї смерті в 1982 році.

## Фільмографія
| Рік  | Оригінальна назва             | Українська назва | Коментар |
| ---- | ----------------------------- | ---------------- | -------- |
| 1934 | Sereno... y tormenta          |                  |          |
| 1935 | Al margen de la ley           |                  |          |
| 1935 | Error judicial                |                  |          |
| 1936 | Diego corrientes              |                  |          |
| 1938 | Alma de Dios                  |                  |          |
| 1941 | El difunto es un vivo         |                  |          |
| 1942 | Boda accidentada              |                  |          |
| 1943 | Deliciosamente tontos         |                  |          |
| 1943 | El hombre de los muñecos      |                  |          |
| 1943 | Piruetas juveniles            |                  |          |
| 1943 | Un enredo de familia          |                  |          |
| 1943 | Viviendo al revés             |                  |          |
| 1951 | Almas en peligro              |                  |          |
| 1951 | La danza del corazón          |                  |          |
| 1951 | Fantasía española             |                  |          |
| 1953 | La montaña sin ley            |                  |          |
| 1956 | El difunto es un vivo         |                  |          |
| 1956 | Veraneo en España             |                  |          |
| 1957 | Su desconsolada esposa        |                  |          |
| 1959 | Sendas marcadas               |                  |          |
| 1965 | La ciudad no es para mi       |                  |          |
| 1967 | ¿Qué hacemos con los hijos?   |                  |          |
| 1968 | El turismo es un gran invento |                  |          |
| 1969 | Se armó el belén              |                  |          |
| 1969 | Abuelo made in Spain          |                  |          |
| 1969 | Don erre que erre             |                  |          |
| 1971 | Hay que educar a papá         |                  |          |
| 1972 | El padre de la criatura       |                  |          |
| 1973 | El abuelo tiene un plan       |                  |          |
| 1974 | El calzonazos                 |                  |          |
| 1975 | El alegre divorciado          |                  |          |
| 1976 | Estoy hecho un chaval         |                  |          |
| 1977 | Vaya par de gemelos           |                  |          |
| 1980 | Es peligroso casarse a los 60 |                  |          |
| 1981 | La tía de Carlos              |                  |          |